# Jun Etō

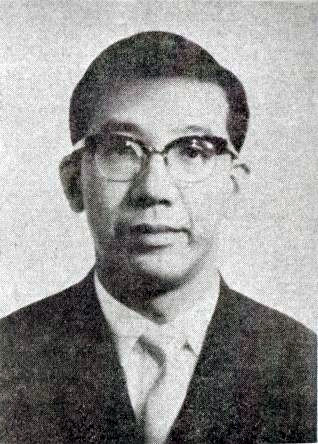
Jun Etō

Jun Etō (japanisch 江藤 淳 Etō Jun, eigentlich: Egashira Atsuo (江頭 淳夫); * 25. Dezember 1932; † 21. Juli 1999) war ein japanischer Literaturkritiker.

## Leben
Etō wurde bereits als Student der Keiō-Universität in den 1950er-Jahren mit Essays über den Schriftsteller Natsume Sōseki bekannt.
In den 1960er-Jahren verfasste er eine Studie über den Literaturkritiker Kobayashi Hideo. Er lehrte an der Tōkyō Kōgyō Daigaku sowie seiner Alma Mater. Etō war bekannt und umstritten als konservativer Kritiker der intellektuellen Welt Japans in der Nachkriegszeit. 1970 wurde er mit dem Noma-Literaturpreis ausgezeichnet. 1999 veröffentlichte er das Buch „Meine Frau und ich“, in dem er seine Erfahrungen mit dem Krebstod seiner Frau 1998 schilderte. Im selben Jahr nahm er sich nach einem Schlaganfall das Leben.